# Communauté de communes du pays du Ried Brun
La communauté de communes du pays du Ried Brun est une ancienne communauté de communes française, située dans le département du Haut-Rhin et la région Grand Est.

## Histoire[1]
- 1956 : création du Syndicat Intercommunal d’alimentation en eau potable avec comme vocation unique la construction, l’entretien et l’exploitation du réseau d’alimentation en eau potable des 8 communes de Bischwihr, Fortschwihr, Grussenheim, Holtzwihr, Jebsheim, Muntzenheim, Riedwihr et Wickerschwihr.
- 1967 : création du SIVOM de Jebsheim et environs (syndicat à vocation multiple) qui a pour objet : l’eau potable, le ramassage des ordures ménagères, l’éclairage public.
- 1996 : transformation du SIVOM de Jebsheim en communauté de communes du pays du Ried Brun comprenant 7 communes (la commune de Jebsheim n’ayant pas souhaité adhérer). Les compétences antérieures sont reprises avec adjonction de nouvelles compétences telles que l’aménagement du territoire, le développement économique, le développement local.
- 1998 : prise de la compétence de gestion et fonctionnement des écoles maternelles et élémentaires et du périscolaire.
- 2002 : prise de la compétence assainissement.
- 2004 : gestion et fonctionnement d’un Relais d’Assistantes maternelles.
- 2006 : détermination de l’intérêt communautaire qui permet de distinguer d’une façon très précise, ce qui est du ressort de la Communauté et ce qui demeure de la responsabilité communale.
- 2010 : adhésion de la commune d'Andolsheim.
- 31 décembre 2015 : dissolution de la communauté de communes du Ried Brun

### Les Présidents
|    | Nom | Nom                 | Parti | Début | Fin              | Fonctions          |
| -- | --- | ------------------- | ----- | ----- | ---------------- | ------------------ |
| 01 |     | Gabriel Spenlehauer |       |       |                  |                    |
| 02 |     | Bernard Gerber      | UMP   | ?     | 31 décembre 2015 | Maire de Holtzwihr |

## Composition
La communauté de communes regroupait huit communes :
| Nom                 | Code Insee | Gentilé           | Superficie (km2) | Population (dernière pop. légale) | Densité (hab./km2) |
| ------------------- | ---------- | ----------------- | ---------------- | --------------------------------- | ------------------ |
| Muntzenheim (siège) | 68227      | Muntzenheimois    | 6,48             | 1 155 (2014)                      | 178                |
| Andolsheim          | 68007      | Andolsheimois     | 11,60            | 2 193 (2014)                      | 189                |
| Bischwihr           | 68038      | Bischwihrois      | 3,23             | 947 (2014)                        | 293                |
| Fortschwihr         | 68095      | Fortschwihriens   | 4,78             | 1 141 (2014)                      | 239                |
| Grussenheim         | 68110      | Grussenheimois    | 7,53             | 801 (2014)                        | 106                |
| Holtzwihr           | 68143      | Holtzwihriens     | 6,45             | 1 353 (2013)                      | 210                |
| Riedwihr            | 68272      | Riedwihriens      | 3,04             | 403 (2013)                        | 133                |
| Wickerschwihr       | 68366      | Wickerschwihriens | 2,25             | 763 (2014)                        | 339                |

## Organisation
L'organisation du Ried Brun était calquée sur celle des autres EPCI. Elle comprend :
- un organe délibérant : le conseil communautaire,
- un organe exécutif : le Président, aidé de deux vice-présidents.

Les points inscrits à l'ordre du jour fixé par le Président avaient été auparavant discutés en séance non publique par :
- le bureau, commission permanente. Celle-ci est composée du président, des vice-présidents et de membres du conseil communautaires,
- la commission plénière, qui réunit l'ensemble des élus communautaires.

## Compétences
Les compétences gérées par le Ried Brun étaient:
- gestion des déchets ;
- gestion de l’eau ;
- gestion de l’assainissement ;
- développement économique ;
- logement et cadre de vie ;
- protection et valorisation de l’environnement ;
- culture ;
- petite enfance ;
- périscolaire ;
- scolaire ;
- éclairage public ;
- transports et aménagement de l’espace.

## Dissolution
Dans le cadre de la loi NOTRE, il est prévu que les EPCI  à fiscalité propre doivent avoir un seuil plancher de population de 15 000 habitants. Il est donc décidé de dissoudre le Ried Brun.Grussenheim adhèrere à la  Communauté de communes du Ried de Marckolsheim, pendant que les autres communes adhèrerent individuellement à Colmar Agglomération.
Dans le même temps il était prévu de créer une commune nouvelle par fusion des communes de Holtzwihr, Muntzenheim, Riedwihr et Wickerschwihr. Finalement seules les communes de Holtzwihr et Riedwihr fusionnent en créant la commune nouvelle de Porte-du-Ried.